# Rudolf Warnking
Rudolf Warnking (* 14. Juni 1937 in Münster/Westfalen; † 19. Februar 2025) war ein deutscher Jurist, Politiker und Hochschulrektor.

## Vita
Der gebürtige Westfale siedelte nach einem Studium der Rechtswissenschaften in Münster, Bordeaux und Lausanne Anfang der 60er Jahre ins Saarland über. Er studierte am Europa-Institut der Universität des Saarlandes in Saarbrücken und machte dort seinen Abschluss. Von 1967 bis 1970 arbeitete er als wissenschaftlicher Mitarbeiter an diesem Institut. 1970 erhielt er eine Berufung an die damalige Staatliche Ingenieurschule Saarbrücken, die Vorgängereinrichtung der Hochschule für Technik und Wirtschaft des Saarlandes. Von 1977 bis 1983 war Warnking Rektor dieser Hochschule. 1996 wurde er wiederum zum Rektor gewählt; dieses Amt bekleidete er bis zum Ende des Jahres 2000.

## Politik
Zwischen 1990 und 1995 gehörte Warnking dem saarländischen Landtag als Mitglied der CDU-Fraktion an. Seinen Arbeitsschwerpunkt legte er dort auf die Weiterentwicklung der deutsch-französischen Zusammenarbeit. Auf seine Initiative geht auch die Gründung des Deutsch-Französischen Hochschulinstituts im Jahr 1978 zurück; dieses bilaterale Institut war Vorläufer der heutigen Deutsch-Französischen Hochschule, die einen Verbund von über 150 Mitgliedshochschulen aus Deutschland und Frankreich repräsentiert.

## Ehrenamtliche Tätigkeiten
Rudolf Warnking war langjähriger Vorsitzender der Union Stiftung (Saarbrücken), die staatsbürgerliche, wissenschaftliche und kulturelle Weiterbildung vermittelt. Dabei legt sie einen Schwerpunkt auf die Förderung der europäischen Einheit.

## Auszeichnungen – Ehrungen
- 1998: Verleihung des Französischen Verdienstordens Ordre national du Mérite im Rang eines Officiers für Leistungen auf dem Gebiet der deutsch-französischen Zusammenarbeit.
- 2022: Bundesverdienstkreuz am Bande[4]